# HMAS Reserve
HMAS Reserve (W149) – australijski holownik służący w Royal Australian Navy w okresie II wojny światowej. „Reserve” należał zbudowanych w Stanach Zjednoczonych holowników typu Favourite. Oryginalnie był wodowany jako USS „Bat 11”. Przekazany Australii w ramach umowy Lend-Lease służył w północnych wodach Australii.

## Historia
Holowniki typu Favourite były budowane w Stanach Zjednoczonych na zamówienie i według specyfikacji Admiralicji brytyjskiej.  Miały być w stanie, w dobrych warunkach pogodowych, holować statek o wyporności dziesięciu tysięcy ton przy szybkości 10 węzłów.
„Reserve” został wodowany w stoczni Levingston Shipbuilding Co. w Orange 18 lipca 1942 i wszedł do służby 12 października 1942 jako USS „Bat 11”. Okręt został przekazany do Royal Australian Navy w ramach umowy Lend-Lease i wszedł do służby RAN przemianowany na HMAS „Reserve” 28 sierpnia 1943.
W latach 1943–44 „Reserve” brał udział w działaniach wojennych między innymi w czasie bitwy o przylądek Gloucester, walk o Wyspy Admiralicji i innych.
Okręt został wyróżniony battle honour „New Guinea 1943–44” za dobrą służbę w tym okresie.
21 września 1961 został sprzedany, dalsze jego losy nie są znane.